# 張煚
張煚（6世纪—604年），字士鸿，河间鄚人，北魏至隋朝官员。

## 生平
父張羡。少好学，博學多聞。北魏時擔任荡难将军。从北魏孝武帝入关，累迁银青光禄大夫。北周太祖宇文泰引為從事中郎，並賜姓叱羅氏。
隋文帝即位，拜为尚书右丞。再迁太府少卿，领营新都监丞。父死丁憂去職。不久授儀同三司。遷太府卿，拜民部尚書。仁壽四年卒於官。贈滄州刺史，諡曰定。有子張慧寶，官至絳郡丞。

## 延伸阅读
[在维基数据编辑]
 《北史·卷075》，出自李延壽《北史》
 《隋書·卷46》，出自魏徵《隋书》